# Pichincha (canton)
Pichincha est un canton d'Équateur situé dans la province de Manabí.